# Льодова арена «Лієпайського олімпійського центру»
Льодова арена «Лієпайського олімпійського центру», Льодова арена «LOC» (латис. «Liepājas Olimpiskā Centra» ledus halle, LOC ledus halle; 1998 — 2014 — Льодова арена «Лієпаяс Металургс») — льодова арена у місті Лієпая Латвія. Домашня арена хокейного клубу «Лієпая».

## Історія

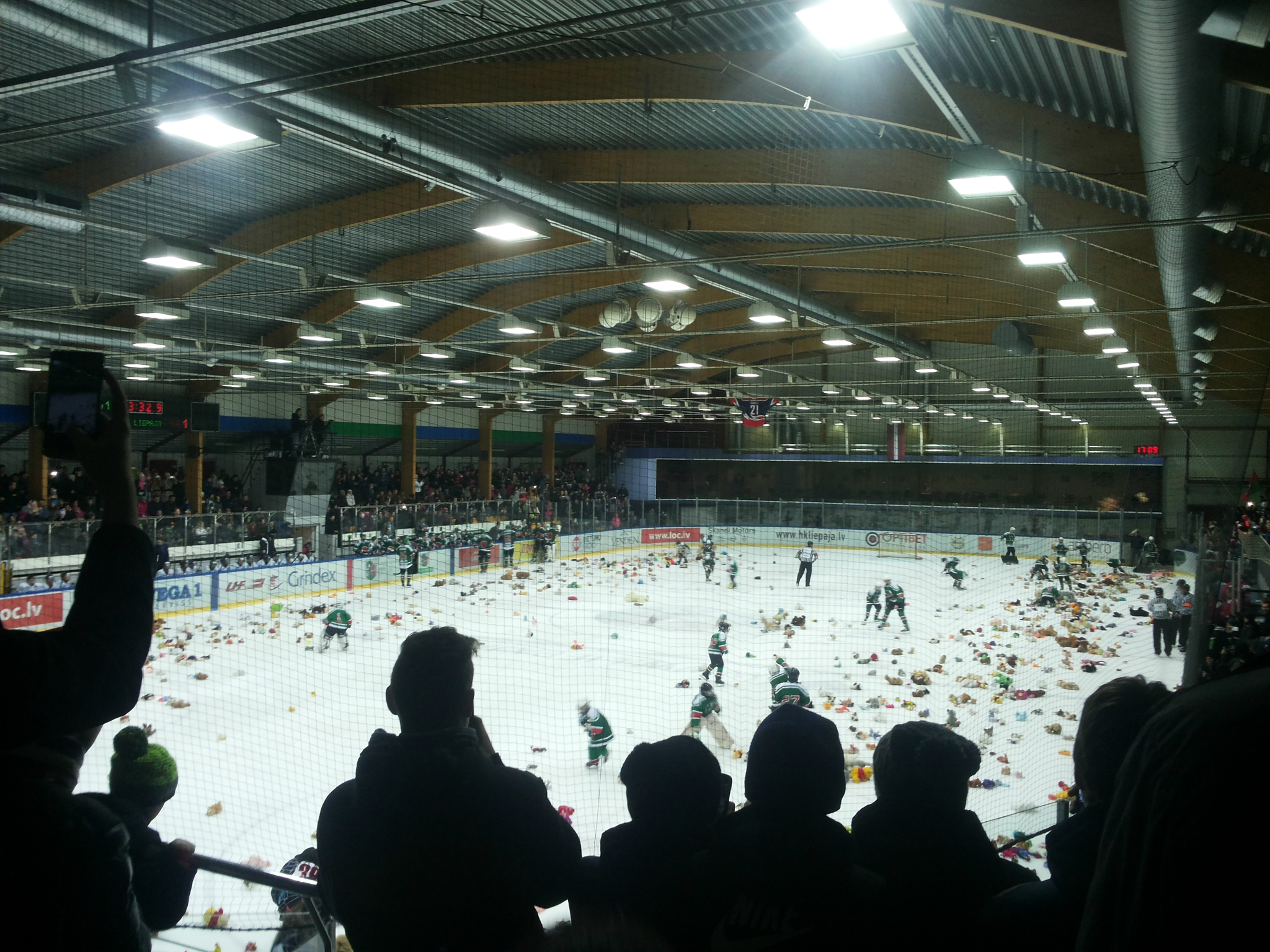

У 1997 році металургійний комбінат «Ліепаяс Металургс» ухвалив рішення про створення хокейного клубу в Лієпаї, та розпочав будівництво льодової арени. Наступного 1998 року льодова арена «Лієпаяс Металургс» була збудована. 
У 2013 році металургійний комбінат через фінансові труднощі розформував хокейний клуб «Металіргс». У 2014 році міська влада Лієпаї викупила льодову арену в комунальну власність. Льодова арена отримала нову назву та стала частиною Лієпайського олімпійського центру.

## Інфраструктура

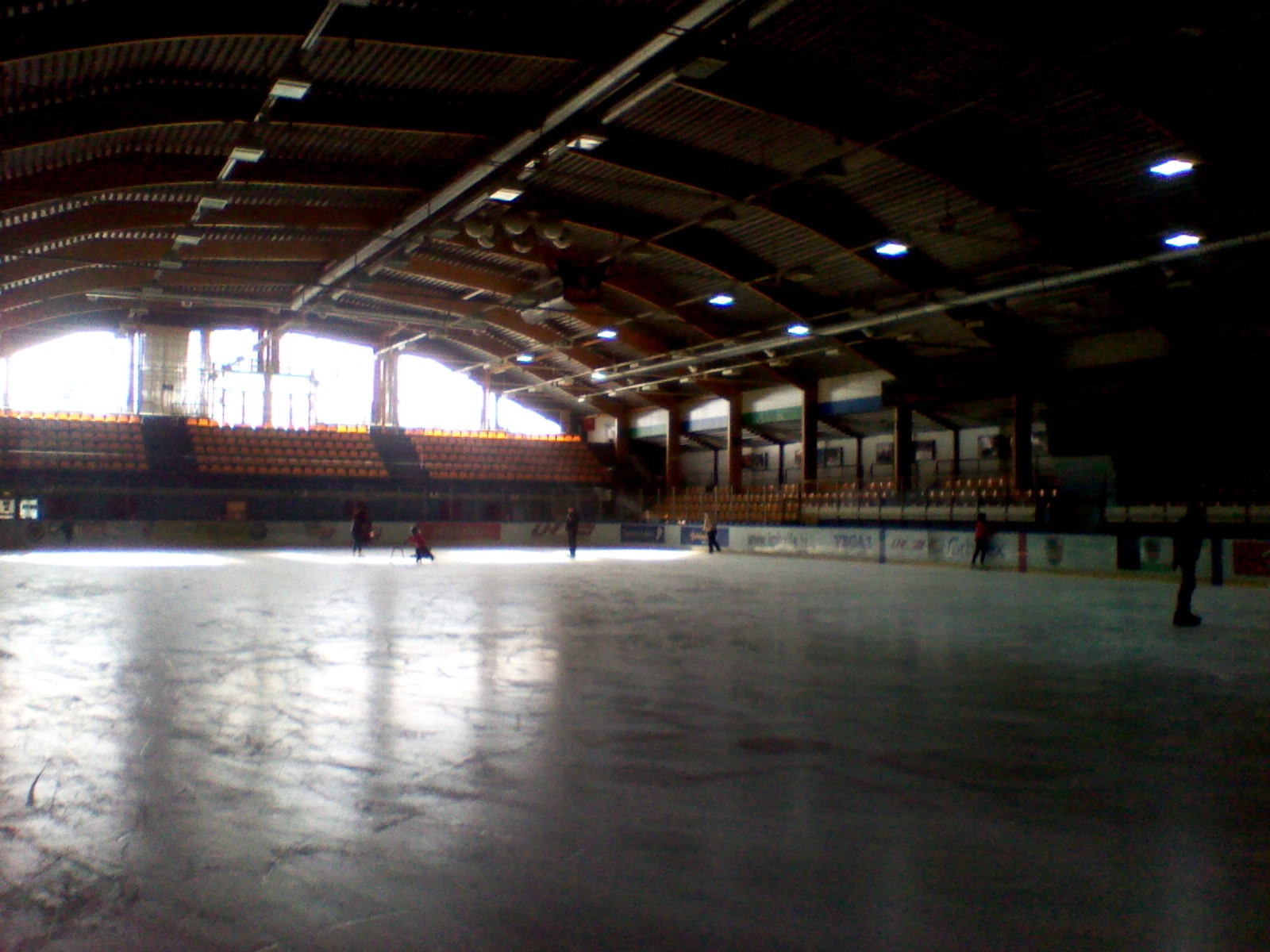

Льодова арена розрахована на 1143 сидячих місця, розділених на дев'ять секторів, та 1140 стоячих місць.  
На другому поверсі льодової арени розташовані кав'ярня, конференц-зал, спортивна крамниця «Hokeja pasaule».
У льодовій арені є сучасні роздягальні, тренажерний зал та сауна.
За допомогою спеціального покриття підлоги льодова арена може використовуватися для проведення концертів, виставок та інших культурних заходів.

## Події
У 2001 році на льдовій арені проходили матчі Юніорського чемпіонату світу з хокею у Дивізіоні ІІ.